# アレクサンドル・ネフスキー大修道院
座標: 北緯59度55分16秒 東経30度23分17秒 / 北緯59.921度 東経30.388度

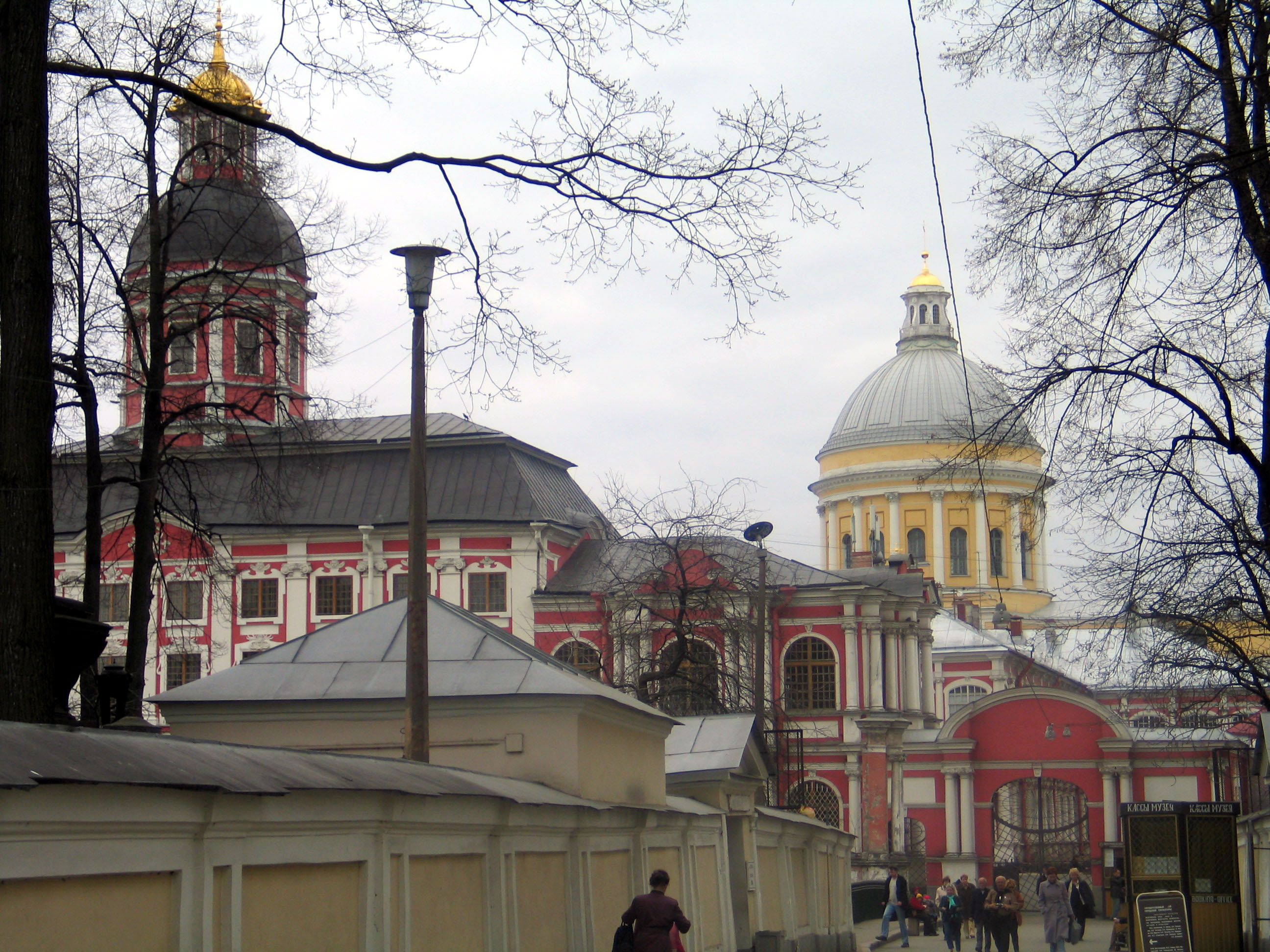
アレクサンドル・ネフスキー大修道院外観

アレクサンドル・ネフスキー大修道院（アレクサンドル・ネフスキーだいしゅうどういん、ロシア語: Александро-Невская лавра）は、18世紀にロシア、サンクトペテルブルク市のネフスキー地区の南端に建設された修道院。

## 歴史
1724年、ピョートル大帝の命により、ウラジーミルにあったアレクサンドル・ネフスキーの聖骸がこの修道院に移され、聖アレクサンドル・ネフスキーは新首都サンクトペテルブルクの守護聖人となった。1797年、それまでキエフ・ペチェールシク大修道院と至聖三者聖セルギイ大修道院にのみ用いられてきた修道院の称号である「ラヴラ」 Ла́вра、Lavra（大修道院）に昇格した。
修道院の敷地内にある2つのバロック様式の教会は、トレジーニ父子によってそれぞれ1717年から1722年、1742年から1750年に建てられた。修道院の中心である新古典主義建築の至聖三者聖堂は、イヴァン・スタローフの設計により1778年から1790年にかけて建設された。聖骸を納めた棺はこの聖堂に安置されている。その他にも、神学校棟など重要な建造物が多数存在する。

## 墓地
敷地内にはラザレフ墓地（Lazarevskoe Cemetery）、チフヴィン墓地（Tikhvin Cemetery）、ニコルスコ墓地（Nikolskoe Cemetery）、コサック墓地（Kazachye Cemetery）と名付けられた4つの墓地があり、古今のロシア各界の偉人達が眠っている。また、18世紀から19世紀にかけての著名な彫刻家による新古典主義彫刻の墓碑の数々でも知られている。

### 埋葬されている人物

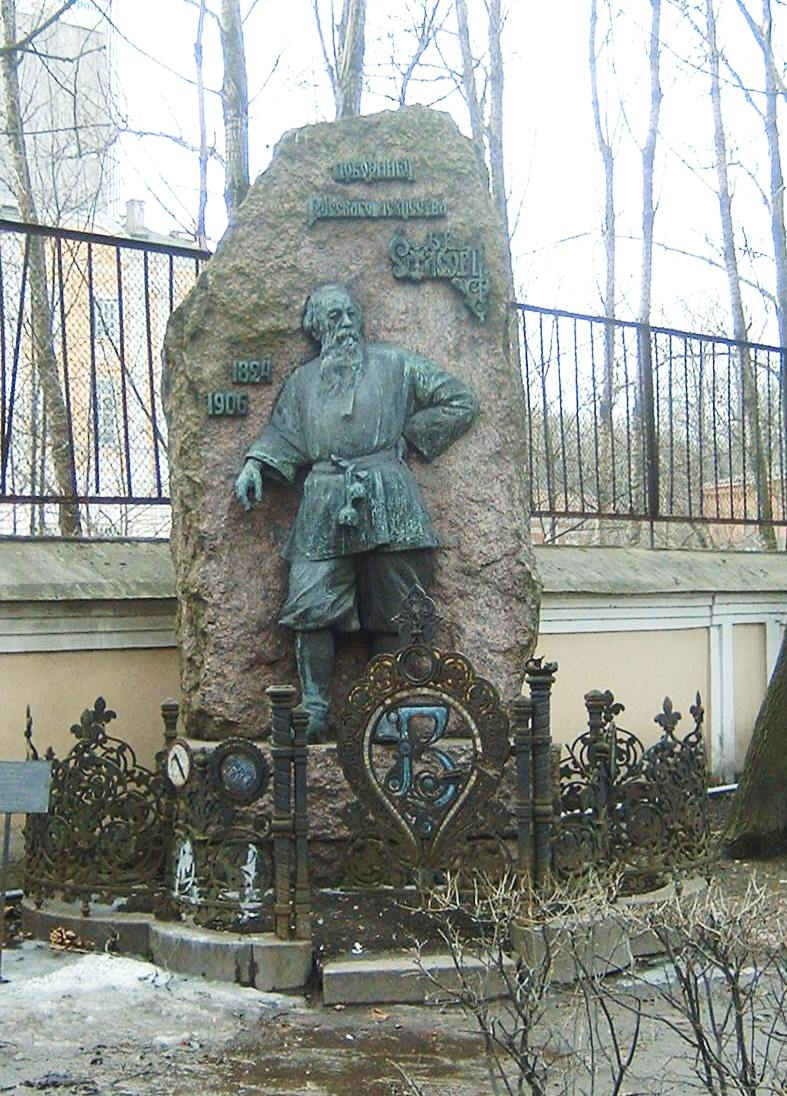
ウラディーミル・スターソフの墓碑

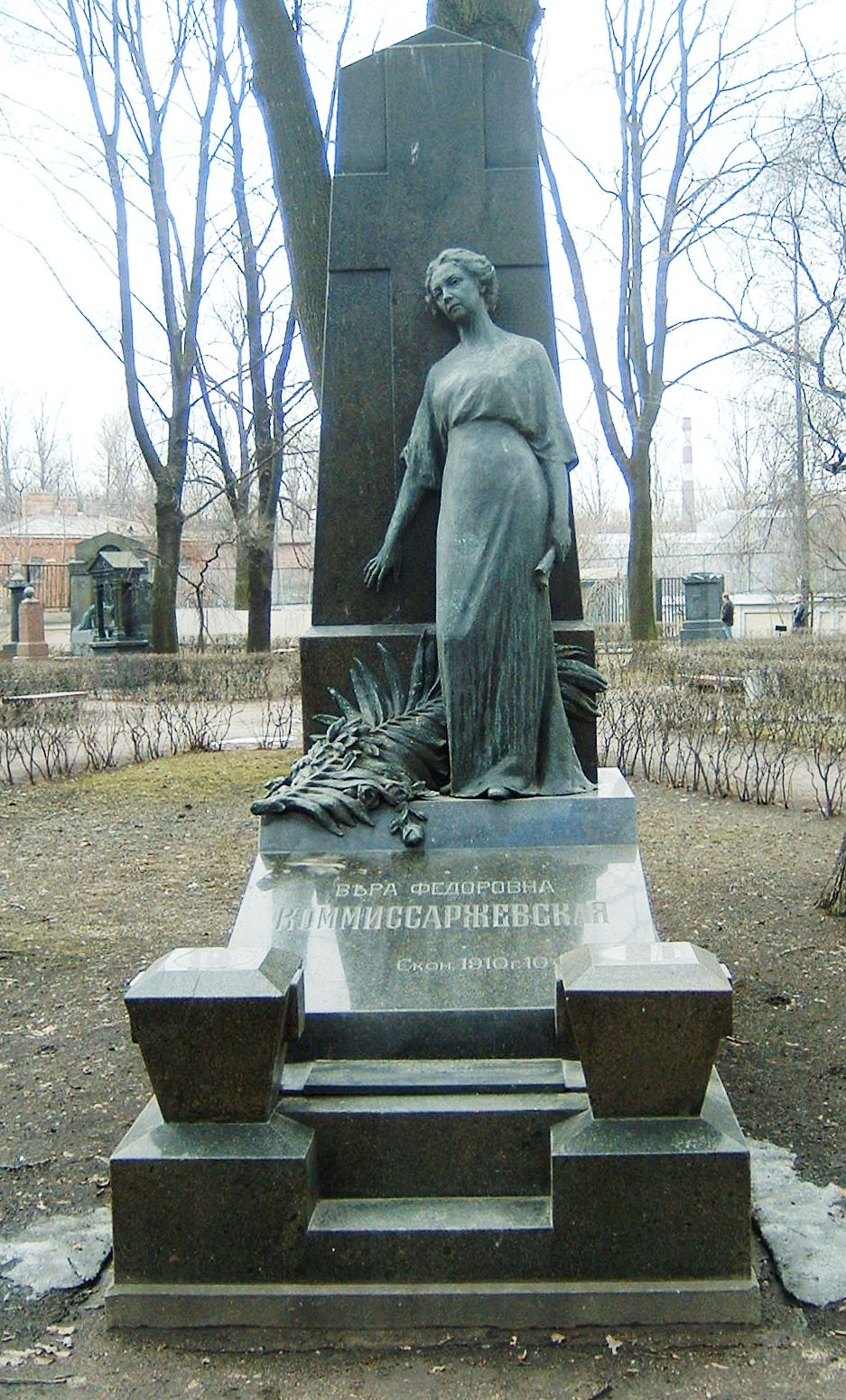
ヴェラ・コミサルジェフスカヤの墓碑

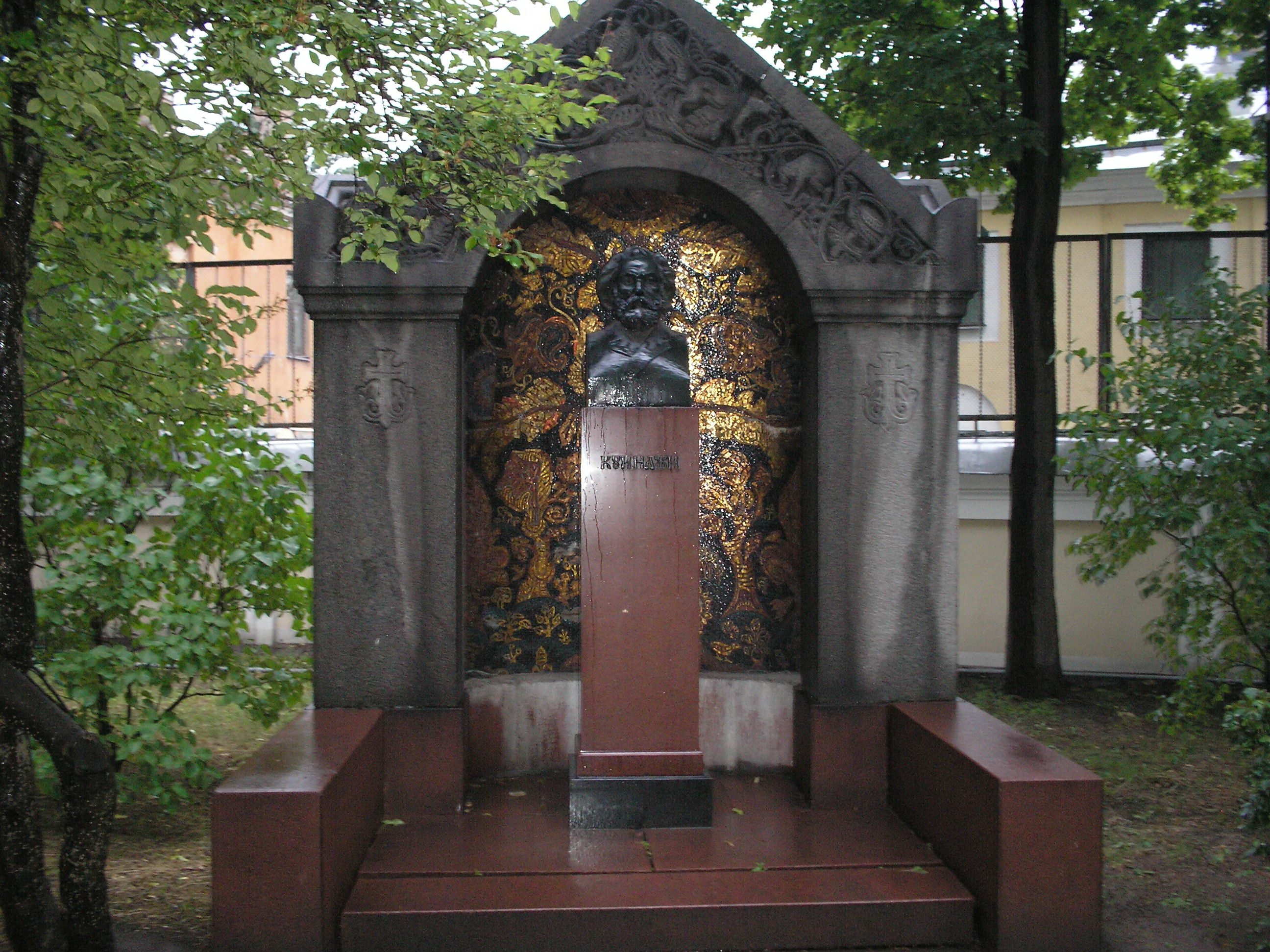
アルヒープ・クインジの墓碑

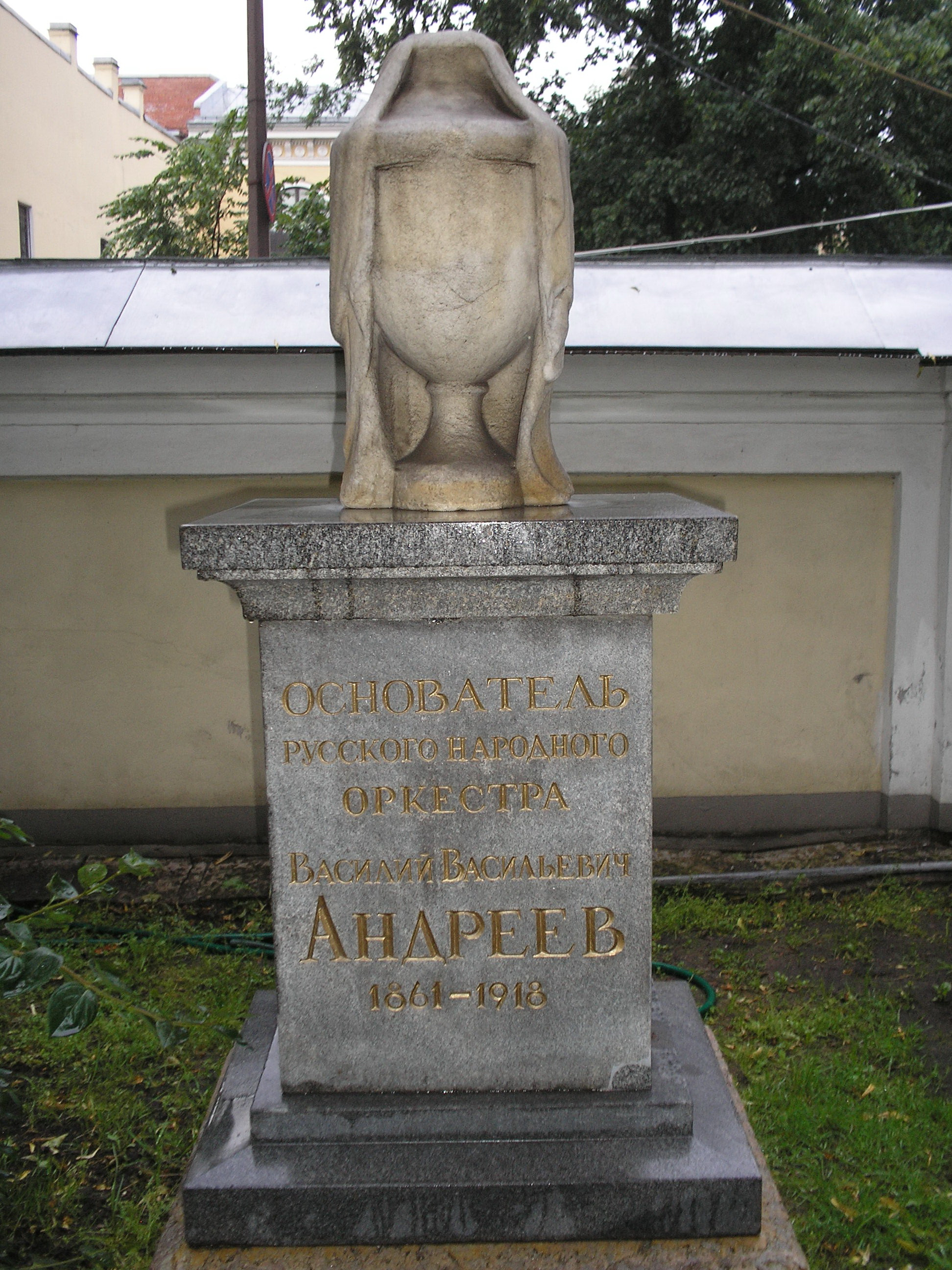
ヴァシリー・アンドレーエフの墓碑

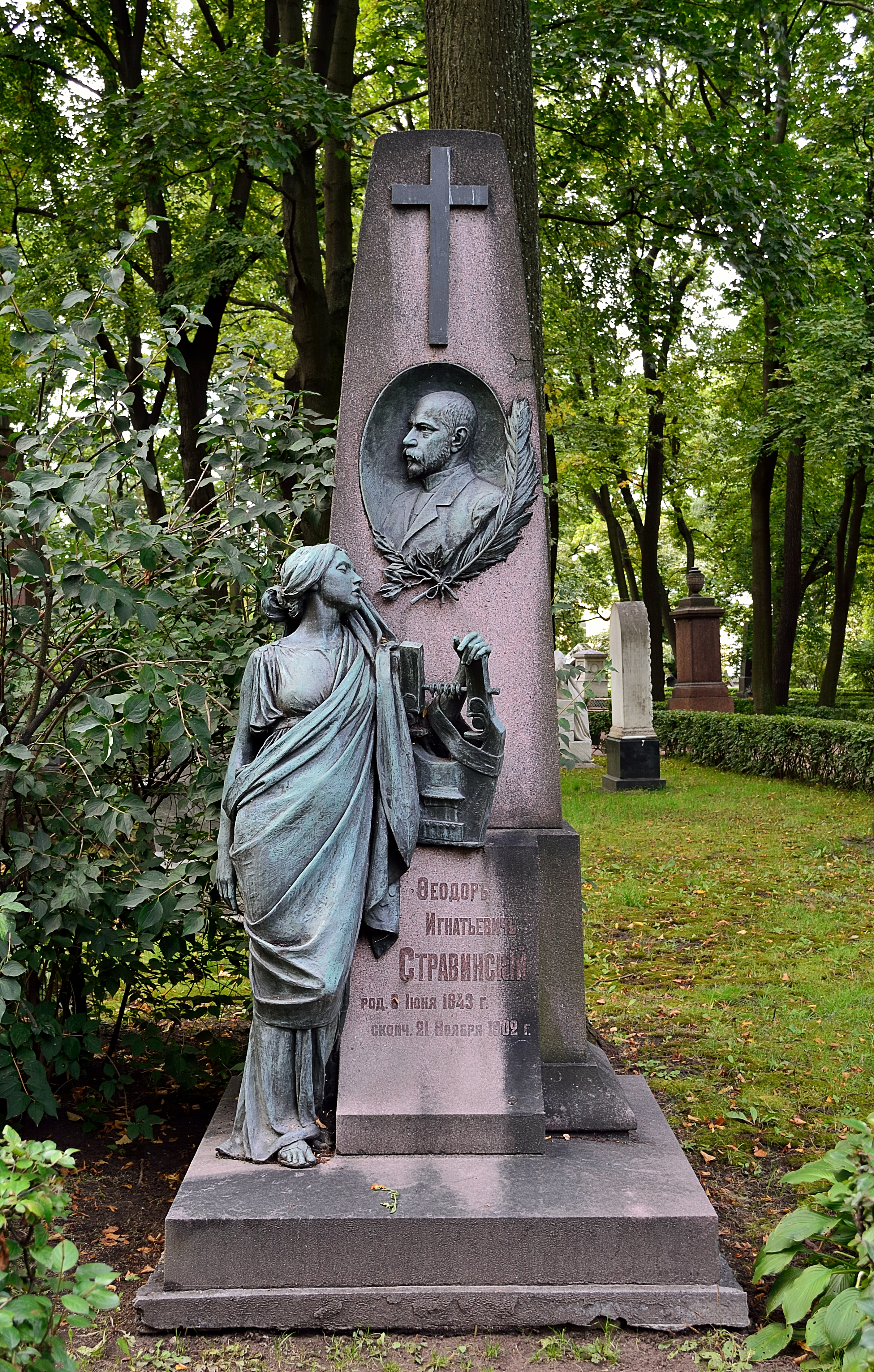
フョードル・ストラヴィンスキーの墓碑

#### 政治家
- セルゲイ・ウィッテ

#### 軍人
- アレクサンドル・スヴォーロフ
- ロマン・コンドラチェンコ

#### 作曲家
- ドミトリー・ボルトニャンスキー
- ピョートル・チャイコフスキー
- アントン・ルビンシテイン
- ミハイル・グリンカ
- アレクサンドル・ダルゴムイシスキー
- アレクサンドル・アンドレーイェヴィチ・アルハンゲルスキー
- アレクサンドル・セローフ
- ロシア5人組全員
  - ミリイ・バラキレフ
  - ツェーザリ・キュイ
  - モデスト・ムソルグスキー
  - アレクサンドル・ボロディン
  - ニコライ・リムスキー＝コルサコフ

#### 歌手・声楽家・音楽家
- ヴェラ・コミサルジェフスカヤ
- フョードル・ストラヴィンスキー
- ヴァシリー・アンドレーエフ

#### 作家・詩人・批評家
- ニコライ・カラムジン
- フョードル・ドストエフスキー
- イヴァン・クルィロフ
- ミハイル・レールモントフ
- イフゲニー・バラトゥインスキー
- ニコライ・グネーディチ
- ウラディーミル・スターソフ
- ピョートル・プレトーニョフ

#### 演出家
- ゲオルギー・トフストノーゴフ
- マリウス・プティパ

#### 画家
- イワン・クラムスコイ
- アントン・イヴァノーフ
- ボリス・クストーディエフ
- ヴィクトル・ヴァスネツォフ
- イヴァン・シーシキン
- アルヒープ・クインジ

### 彫刻家
- ピョートル・クロット

### 建築家
- イヴァン・スタローフ
- アンドレヤン・ザハーロフ
- ジャコモ・クヴァレンギ
- アンドレイ・ヴォロニーヒン
- ジャン・フランソワ・トマ・ド・トモン
- カルロ・ロッシ

### 科学者
- ミハイル・ロモノーソフ
- レオンハルト・オイラー